# László Lajtha

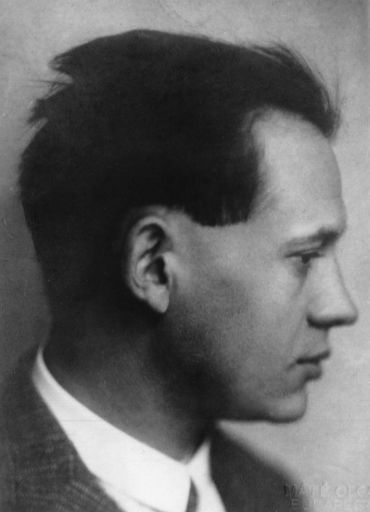
László Lajtha

László Lajtha [ˈlaːsloː ˈlɒjtɒ] (* 30. Juni 1892 in Budapest; † 16. Februar 1963 ebenda) war ein ungarischer Komponist.

## Leben
László Lajtha studierte zunächst an der Musikhochschule Budapest bei Victor von Herzfeld und daneben Politik an der Universität Budapest (Abschluss 1913). Sein Musikstudium setzte er in Leipzig und Genf fort und studierte in den Jahren 1911 bis 1913 für jeweils sechs Monate in Paris bei Vincent d’Indy. Dort kam er unter anderem auch mit Maurice Ravel und Florent Schmitt in Kontakt. In der zweiten Dekade des 20. Jahrhunderts begann er, ungarische Volksmusik zu sammeln und konzentrierte sich auf die Regionen, die von Béla Bartók und Zoltán Kodály nicht erfasst worden waren. Ab 1913 war Lajtha Mitarbeiter in der Volksmusikabteilung des Ungarischen Nationalmuseums. Während des Ersten Weltkriegs stand er als Artillerieoffizier an der Front. Ab 1919 lehrte er am Nationalkonservatorium Budapest Komposition und Kammermusik. Größere internationale Anerkennung als Komponist fand er erstmals 1929 mit der Zuerkennung des Coolidge-Preises für sein 3. Streichquartett.
Nach dem Zweiten Weltkrieg wurde Lajtha Musikdirektor beim ungarischen Rundfunk, und zugleich auch Direktor des Ethnographischen Museums und des Nationalkonservatoriums Budapest. 1947 verbrachte er in London, um dort die Filmmusik zu Murder in the Cathedral (nach T. S. Eliot) zu komponieren. Aus politischen Gründen verlor er bei seiner Rückkehr nach Ungarn alle öffentlichen Ämter. 1951 erhielt er den Kossuth-Preis für seine Verdienste um die Volksmusik. 1952 wurde er Professor für Volksmusikforschung an der Budapester Musikhochschule.
Lajtha war der erste Komponist seit Franz Liszt, der zum korrespondierenden Mitglied der französischen Académie des Beaux-Arts gewählt wurde. Wegen seiner Opposition gegen das kommunistische Regime wurde seine Musik im eigenen Land längere Zeit kaum gespielt. Da ihm für mehrere Jahre der Pass entzogen worden war und so Auslandsreisen unmöglich waren, konnte er sich auch selbst außerhalb Ungarns kaum für seine Werke einsetzen. Dies trug wesentlich dazu bei, dass der Bekanntheitsgrad Lajthas bis heute nicht der Qualität seiner Musik entspricht.

## Werk

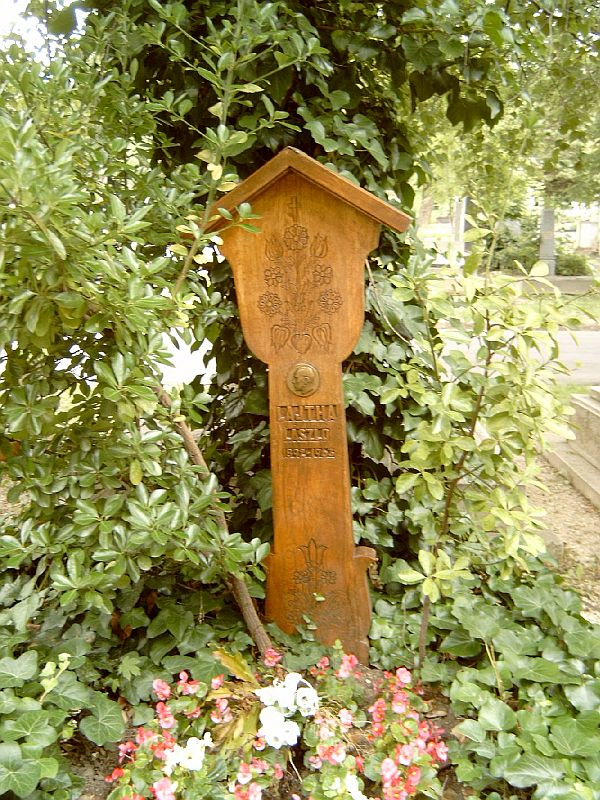
Grab auf dem Farkasréti temető

Mit seinen 9 Sinfonien (entstanden zwischen 1936 und 1961) und einigen anderen Werken sinfonischen Charakters gilt Lajtha als erster bedeutender ungarischer Sinfoniker. Er schrieb außerdem unter anderem die komische Oper Le chapeau bleu (1948–50), ein Violinkonzert (1931) sowie 10 Streichquartette. Hinzu kommen Filmmusiken wie für den Hoellering-Film Murder in the Cathedral, während dessen Entstehung Lajtha aus der Filmmusik Material für seine Dritte Sinfonie (1948), die Elf Orchestervariationen op. 44 (1947/48) und das Harfen-Quintett Nr. 2 op. 46 (1948) schöpfte.
Auswahl
- Lysistrata. Ballett nach Aristophanes op. 19 (1933). Uraufführung Februar 1937 unter der Leitung von János Ferencsik. Aus diesem Ballett auch die Orchestersuite Nr. 1.[3]
- Sinfonie Nr. 1 op. 24 (gewidmet George Hoellering, 1936). Uraufführung in den Niederlanden.[4]
- Sinfonie Nr. 2 op. 27 (1938). Uraufführung erst 1988 in der Franz-Liszt-Musikakademie unter der Leitung von Antal Jancsovics (* 1937).[5]
- Hortobágy op. 31. Musik zum Film von George Hoellering. Uraufführung der zweisätzigen Suite aus der Filmmusik im Januar 1946 unter der Leitung von János Ferencsik.[6]
- In Memoriam. Pièce Symphonique pour Orchestre. op. 35 (der BBC gewidmet, 1941). Uraufführung in London durch Adrian Boult.[4]
- Orchestersuite Nr. 2 op. 38 (1943, aus dem unaufgeführten Ballett Le bosquet des quatre Dieux).[2]
- 11 Variations pour Orchestre sur un thème simple „Les tentations“ op. 44 (1947/48).[5]
- Sinfonie Nr. 3 op. 45a (1948). Uraufführung in London im März 1949 durch das Royal Philharmonic Orchestra unter der Leitung von Adrian Boult.[2]
- Murder in the Cathedral op. 45 (1951). Musik zum Film von George Hoellering.
- Sinfonie Nr. 4 Le Printemps op. 52 (1951). Uraufführung Oktober 1951 in Budapest unter der Leitung von János Ferencsik.[2]
- Sinfonie Nr.  5 op. 55 (gewidmet Henry Barraud, 1952). Uraufführung Oktober 1952 unter der Leitung von János Ferencsik.[3]
- Orchestersuite Nr. 3 op. 56. Uraufführung 1955 in Paris unter der Leitung von Maurice-Paul Guillot.[6]
- Sinfonie Nr. 6 op. 61 (1955). Uraufführung November 1955 unter der Leitung von János Ferencsik.[3]
- Sinfonie Nr. 7 Révolution op. 63 (1957). Uraufführung April 1958 im Salle Pleyel durch die Budapester Symphoniker unter der Leitung von György Lehel (1926–1989).[6]
- Sinfonie Nr. 8 op. 66 (1959). Uraufführung Mai 1961 im Théâtre des Champs-Élysées durch das Orchestre National de France unter der Leitung von Manuel Rosenthal.[7]
- Sinfonie Nr. 9 op. 67 (1961). Uraufführung Mai 1963 im Théâtre des Champs-Élysées durch das Orchestre National de France unter der Leitung von Louis Soltesz.[7]

In Lajthas Musik verbinden sich ungarisch gefärbte Thematik mit französisch geprägter, impressionistischer Harmonik und Instrumentierung sowie motorischer Rhythmik. In späteren Werken werden auch neoklassizistische Elemente aufgegriffen.